# Badolatosa
Badolatosa es un municipio español situado en la provincia de Sevilla, comunidad autónoma deAndalucía. En el año 2016 contaba con 3147 habitantes, incluyendo la pedanía de Corcoya. Su extensión superficial es de 48 km² y tiene una densidad de 67,55 hab/km². Se encuentra situada a una altitud de 236 metros y a 130 kilómetros de la capital de provincia, Sevilla.
El nombre proviene de la voz latina Vadus latus, "vado ancho", lugar cercano a Estepa (Ostipppo) por el que cruzó Julio César el río tras la batalla de Munda contra Pompeyo.

## Historia
La fundación de esta villa, así como su nombre parecen proceder de la civilización romana. Después de la batalla de Munda que Julio César libró contra Pompeyo y sus hijos, en el año 45 a. C., el emperador romano decidió castigar a las ciudades rebeldes, como Urso (Osuna). Se cree que cruzó el río “Sergelio” (Genil) a su paso por el "Vadus Latus" (Vado Ancho), es decir por el lugar donde se encuentra el pueblo, esa parece que fue durante esta época la denominación del poblado "Vadus Latus". La localidad nació como agrupación de viviendas con el nombre de Vado de las Chozas.
De otro lado, y mucho más cerca en la historia, parece ser que la actual denominación de BADOLATOSA, podría proceder de la voz "Badolatonsa" (Espaldar Mojado), de la época de la dominación árabe en la península. En esta época el pueblo fue una huerta, cuyos productos se usaban para el mantenimiento de las poblaciones más cercanas.
En 1549 la actual localización del pueblo era la misma, llamándose "Baldelatosa" y contando con una población de 11 vecinos y 6 más en Corcoya.
Hacia finales de 1500 el núcleo del pueblo comenzó a desarrollarse alrededor de la iglesia actual y lo que se conoce como "castillo de los muertos", barrio bajo en el cual se encontraba en un primer momento el cementerio. Más tarde el núcleo iría creciendo, hacia arriba, formando la calle ancha, así sucesivamente hasta su actual formación.
Su alcurnia prosperó a partir del siglo XVI cuando se otorgó al Marquesado de Estepa, concedido por el rey Felipe II en 1562 al general de la Mar Marcos Centurión y Grimaldi. El sexto poseedor de este título recibió la Grandeza de España en la época en que este núcleo se constituyó como barrio estepeño. Era entonces un paraje de río con fondo firme, llano y relativamente poco profundo que podía atravesarse a pie sin dificultades y, de ahí, el nombre del conjunto. Por contracción fonética, se denominó Vado la Choza, uniéndose luego en una sola palabra como Vadolatoza. A finales del siglo XVIII se empezó a escribir con una "b" inicial, aunque conservando la "z", Badolatoza. El nombre actual aparece por primera vez en el sello municipal del año 1855.
Alrededor de primera mitad del siglo XIX el pueblo contaba con una población de 2107 habitantes que moraban en un total de 375 casas además de unas 60 en la aldea de Corcoya. Las calles en este tiempo son empedradas, excepto una que sólo lo estaba en los costados, siendo el centro terrizo y plantado de álamos, esta calle se llamó Ancha.
En los primeros años del siglo XVIII se dio en este pueblo al igual que en gran parte de Andalucía un fenómeno bastante común en aquellas fechas, el "Bandolerismo". Vecino de la localidad era uno de los bandoleros más famosos de aquel tiempo, se llamaba José Ruiz Permana, apodado “Germán”. Juntos, José María Hinojosa “El Tempranillo”, Juan Caballero y José Ruiz Permana, fueron los bandoleros más destacados de la época. El 23 de julio de 1832, y por mediación ante el rey Fernando VII les fue concedido un real indulto a los tres bandoleros antes citados y a sus partidas, en la ermita de Nuestra Señora de la Fuensanta de Corcoya.

## Geografía humana

### Demografía
Cuenta con una población de 3078 habitantes (INE 2024).
| Gráfica de evolución demográfica de Badolatosa entre 1842 y 2021                                                      |
| |
| Población de derecho según los censos de población del INE. Población de hecho según los censos de población del INE. |

| 3,173                     | 3,130 | 3,124 | 3,171 | 3,198 | 3,173 | 3,167 | 3,178 | 3,198 | 3,200 | 3,218 | 3,228 | 3,214 | 3,238 | 3,215 | 3,214 | 3,184 | 3147 |
| (Fuente: INE [Consultar]) |       |       |       |       |       |       |       |       |       |       |       |       |       |       |       |       |      |

## Patrimonio
- Iglesia de Nuestra Señora del Socorro, templo con portada adintelado y torrecampanario, que consta de tres naves. La parte más primitiva del edificio data del siglo XVII.
- Obelisco del paseo, monolito situado en el centro de la Plaza de Andalucía (antigua Pza. de la Constitución).
- Museo del Río Genil.

### Economía

#### Evolución de la deuda viva municipal
| Gráfica de evolución de Deuda viva del Ayuntamiento de Badolatosa entre 2008 y 2019                                |
| |
| Deuda viva del Ayuntamiento de Badolatosa en miles de Euros según datos del Ministerio de Hacienda y Ad. Públicas. |

## Personas notables
- Juani Ruiz Hidalgo, actriz y cantante.